# لئو مناردی
لئو مناردی (ایتالیایی: Leo Menardi؛ ‏ ۲۰ نوامبر ۱۹۰۳ – ۱۱ دسامبر ۱۹۵۴) یک کارگردان فیلم، تدوین‌گر فیلم‌نامه‌نویس، و تهیه‌کننده فیلم اهل ایتالیا بود.
از فیلم‌هایی که وی در آن‌ها نقش داشته است، می‌توان به فانوس شیطان، شبی با تو و ترانه عشق اشاره نمود.